# Unfinished Dream of All Living Ghost
Touhou Juuouen ~ Unfinished Dream of All Living Ghost (яп. 東方獣王園 ~ Unfinished Dream of All Living Ghost., То̄хо̄ Джю̄о̄ен, досл. «Східний сад короля звірів 〜 Незакінчений сон все-живого привида») — гра 2023 року в жанрі bullet hell та двобійний скрол-шутер, розроблений Team Shanghai Alice. Це дев'ятнадцята гра серії Touhou Project. Анонсована 18 квітня 2023, демоверсія випущена 7 травня 2023, на Reitaisai 20, а повна гра вийшла 13 серпня 2023, на Comiket 102 і в Steam. Unfinished Dream of All Living Ghost має розділений екран як і в Phantasmagoria of Dim. Dream і Phantasmagoria of Flower View.

## Ігролад

Бій між Ран (ліворуч) та Цукасою (праворуч)

В Unfinished Dream of All Living Ghost два гравці ухиляються від куль, випущених різними ворогами на окремих екранах, як і в Phantasmagoria of Dim. Dream та Phantasmagoria of Flower View. Шкала здоров'я дозволяє отримати кілька влучань перед кінцем бою, а механіка спел-карток дозволяє гравцеві здійснювати потужні атаки, очищаючи екран від ворожих куль. Інша механіка, атаки босів та спеціальні EX атаки, викликають спрайт персонажа суперника, який стріляє в іншого гравця. Шкала під назвою «EX шкала» повинна бути заповнена перед використанням будь-чого. Повернута механіка з Unconnected Marketeers та «100th Black Market, відома як карти здібностей, надає різні посилення (наприклад зменшує хітбокс або дає додатковий тип пострілу).
Unfinished Dream of All Living Ghost пропонує режим історії, що є у попередніх іграх Touhou, де гравець проходить сюжет та діалоги протягом шести рівнів, а також двобій, де два гравці можуть змагатися один з одним, на відміну від сюжету гри, де гравець б'ється з комп'ютером. У сюжеті карти здібностей надаються відповідно до переможеного ворога. Однак, на відміну від більшості ігор Touhou Project, у ній відсутній екстра рівень навіть після завершення сюжету на 1CC.

## Сюжет
Події відбуваються після Unconnected Marketeers, земля в Ґенсокьо втратила право власності через відкриття ринків. Без власності духи можуть вторгатися та захоплювати землі.

## Персонажі
Unfinished Dream of All Living Ghost має другий за величиною список персонажів в історії серії. Тільки Рейму Хакурей доступна для гри з самого початку, решта розблоковуються після проходження сюжетної лінії іншого персонажа.

### Старі персонажі
- Рейму Хакурей (яп. 博麗 霊夢)
- Маріса Кірісаме (яп. 霧雨 魔理沙)
- Санае Кочія (яп. 東風谷 早苗)
- Ран Якумо (яп. 八雲 藍)
- Аун Комано (яп. 高麗野 あうん)
- Назрін (яп. ナズーリン)
- Сейран (яп. 清蘭)
- Рін Каембьо (яп. 火焔猫 燐)
- Цукаса Кудамакі (яп. 菅牧 典)
- Мамідзо Футацуїва (яп. 二ッ岩 マミゾ)
- Ячіє Кіччьо (яп. 吉弔 八千慧)
- Сакі Курокома (яп. 驪駒 早鬼)
- Юма Тотецу (яп. 饕餮 尤魔)
- Суйка Ібукі (яп. 伊吹 萃香)

### Нові
- Сон Бітен (яп. 孫 美天)
- Еноко Міцуґашіра (яп. 三頭 慧ノ子)
- Чіярі Тенкаджін (яп. 天火人 ちやり)
- Хісамі Йомоцу (яп. 豫母都 日狭美)
- Дзамму Ніппаку (яп. 日白 残無)

## Розробка
ZUN розробив цю гру, щоб вона була схожа на попередні частини серії, зробивши акцент на швидкості та точності ухилення.